# Simo Keddari
Wassim Keddari, dit Simo Keddari né le 3 février 2005 à Terrassa en Espagne, est un footballeur espagnol qui évolue au poste de défenseur central au Al-Arabi SC.

## Biographie

### En club
Né à Terrassa en Espagne, Simo Keddari commence le football avec le club local de Jàbac Terrassa avant d'être formé par le RCD Espanyol de Barcelone.
Le 10 août 2023, Simo Keddari rejoint le Qatar en s'engageant en faveur d'Al-Arabi SC.

### En sélection
Simo Keddari représente l'équipe d'Espagne des moins de 17 ans, étant notamment retenu avec cette équipe pour participer au Championnat d'Europe des moins de 17 ans en 2022. Lors de cette compétition organisée en Israël il joue quatre matchs dont trois en tant que titulaire. Son équipe est éliminée en quarts de finale par le Portugal (1-2 score final).
Entre temps, Keddari joue également deux matchs avec l'équipe d'Algérie des moins de 18 ans en octobre 2021.
Simo Keddari est convoqué avec l'équipe d'Espagne des moins de 19 ans pour participer au Championnat d'Europe des moins de 19 ans en 2024. Après avoir battu l'Italie grâce à un but de Pol Fortuny (0-1 après prolongations), l'Espagne atteint la finale de la compétition.

## Palmarès
Espagne -19 ans
- Championnat d'Europe
  - Vainqueur en 2024